# Strymon albofasciata
Strymon albofasciata är en fjärilsart som beskrevs av Tutt. Strymon albofasciata ingår i släktet Strymon och familjen juvelvingar. Inga underarter finns listade i Catalogue of Life.